# NGC 4939
NGC 4939 је спирална галаксија у сазвежђу Девица која се налази на NGC листи објеката дубоког неба.
Деклинација објекта је - 10° 20' 24" а ректасцензија 13h 4m 14,3s. Привидна величина (магнитуда) објекта NGC 4939 износи 11,3 а фотографска магнитуда 12,1. Налази се на удаљености од 41,014 милиона парсека од Сунца. NGC 4939 је још познат и под ознакама MCG -2-33-104, PGC 45170.